# Psychotria pacorensis
Psychotria pacorensis är en måreväxtart som beskrevs av Clement W. Hamilton. Psychotria pacorensis ingår i släktet Psychotria och familjen måreväxter. Inga underarter finns listade i Catalogue of Life.